# Peter Buchner
Peter Buchner (* 22. Februar 1528; † 5. Oktoberjul. / 15. Oktober 1582greg.) war ein Bürgermeister von Leipzig.

## Leben
Buchner (zeitweilig auch „Bucher“) gehörte der Leipziger Linie der bedeutenden fränkisch-sächsischen Familie Buchner an – frühkapitalistischer Kaufleute, die ursprünglich aus Coburg stammten und im 15./16. Jahrhundert im Mansfelder Raum den Saigerhandel kontrollierten. Sein Vater war Moritz (II.) Buchner (1491/92–1544), seine Mutter Anna geb. Lintacher (auch „Lindacker“; † 1542). Er wurde 1554 durch Kaiser Karl V. in den erblichen Adelsstand erhoben und war bis 1560 Mitinhaber der Saigerhütte Gräfenthal, die sein Urgroßvater Heinrich Buchner 1462 gegründet hatte. Zusammen mit seinem Vetter Hieronymus (1538–1589) leitete er ab 1556 bis zu seiner Auflösung 1557 das familiäre Saigerhandelsunternehmen.

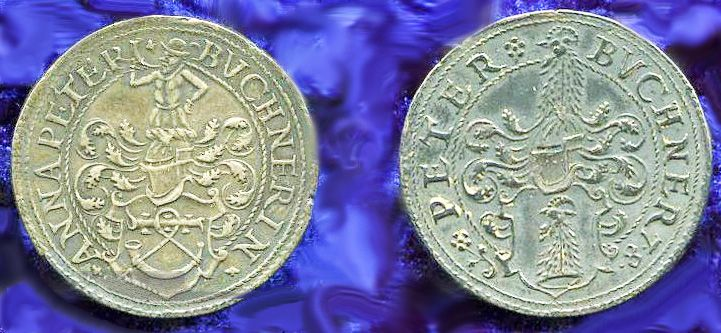
Medaille zur Hochzeit von 1578

1578 heiratete Peter Buchner in zweiter Ehe Anna geb. Badehorn (1548–1615), eine Tochter des Leipziger Juristen und Bürgermeisters Leonhard Badehorn. Ihre Tochter Anna (1567–1600) heiratete Caspar Tryller (1569–1612), den Sohn des kursächsischen Appellationsrats Caspar Tryller. Anna geb. Badehorn erhielt 1594 als Witwe zusammen mit den Brüdern Siegmund, Johann und der Schwester Barbara den Geburtsadel nebst Wappenbesserung.

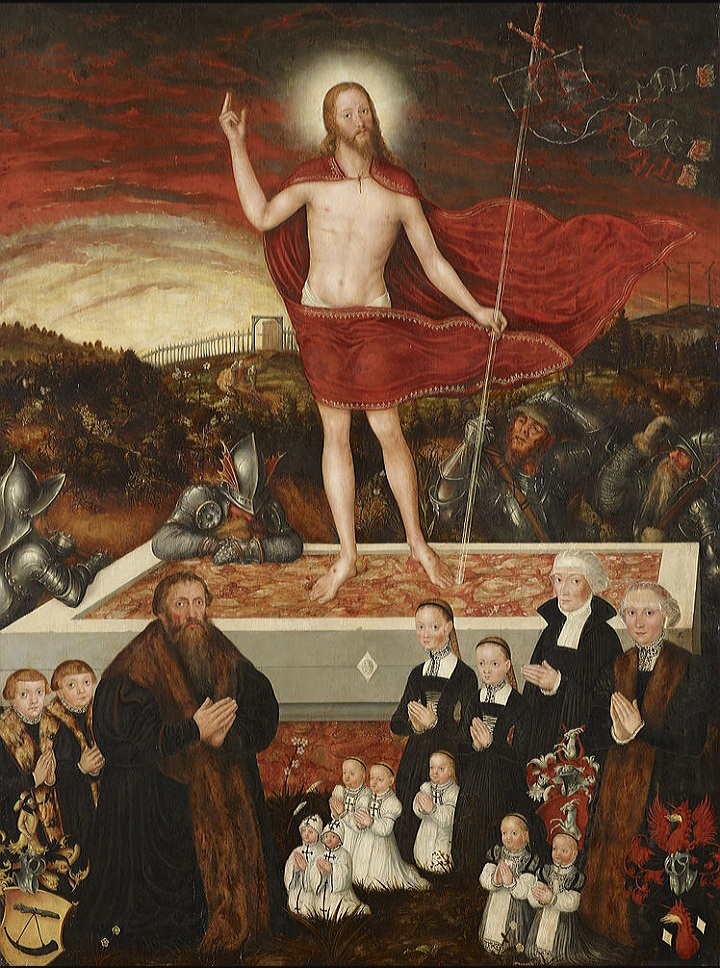
Lucas Cranach der Jüngere 1559: Epitaph für Leonhard Badehorn und seine Familie; Anna, 1578 ⚭ Buchner ist die älteste dargestellte Tochter, bei der als schon verstorben dargestellten Mutter, der ersten Ehefrau des Vaters, Anna Badehorn, geb. Roth von Auerbach († 1557)